# Glossosoma atchintitam
Glossosoma atchintitam är en nattsländeart som beskrevs av Schmid 1971. Glossosoma atchintitam ingår i släktet Glossosoma och familjen stenhusnattsländor. Inga underarter finns listade i Catalogue of Life.